# Siccobaccatus dolichospermaticus
Siccobaccatus dolichospermaticus là một loài thực vật có hoa trong họ Cactaceae. Loài này được (Buining & Brederoo) P.J.Braun & Esteves miêu tả khoa học đầu tiên năm 1990.